# YZ Ceti
YZ Ceti – gwiazda położona w gwiazdozbiorze Wieloryba, w odległości 12,1 roku świetlnego od Słońca, jedna z gwiazd najbliższych Układowi Słonecznemu. Jej obserwowana wielkość gwiazdowa to 12,1m, nie jest widoczna gołym okiem. Krążą wokół niej co najmniej trzy planety.

## Charakterystyka
YZ Ceti jest czerwonym karłem; należy do typu widmowego M4,5. Jest to gwiazda zmienna rozbłyskowa. Jest ona mniejsza i słabsza od Słońca, majasność 0,2% jasności Słońca, masę 0,14 masy Słońca i promień 0,16 promienia Słońca.
W odległości zaledwie 1,6 roku świetlnego od YZ Ceti znajduje się znacznie jaśniejsza gwiazda Tau Ceti; jest to trzykrotnie mniejsza odległość niż dzieląca Słońce i najbliższą mu gwiazdę Proxima Centauri.

## Układ planetarny
Wokół YZ Ceti krążą trzy planety typu ziemskiego o masach minimalnych podobnych do masy Ziemi. Układ jest bardzo ciasny, planety mają okresy obiegu od około 2 do 5 dni i żadna z nich nie krąży w ekosferze. Analizy dynamiki układu wskazują, że rzeczywiste masy tych planet muszą być mniejsze niż 3 M🜨. Nie ma dowodu, żeby w układzie znajdowało się jeszcze czwarte ciało.
| Towarzyszka | Masa minimalna [M🜨] | Okres orbitalny [d]      | Półoś wielka [au]        | Ekscentryczność | Temperatura równowagowa K |
| ----------- | ------------------- | ------------------------ | ------------------------ | --------------- | ------------------------- |
| b           | 0,70 +0,09−0,08     | 2,02084 +0,00007−0,00006 | 0,01634 +0,00035−0,00041 | 0,42 +0,14−0,16 | 471,2 +2,2−2,1            |
| c           | 1,14 +0,11−0,10     | 3,05994 ± 0,00011        | 0,02156 +0,00046−0,00054 | 0,0 (ustalona)  | 410,3 +2,0−1,9            |
| d           | 1,09 ± 0,12         | 4,65654 +0,000−0,000     | 0,02851 +0,00061−0,00071 | 0,22 +0,15−0,13 | 356,7 +1,7−1,6            |